# 2020년 탕산 지진
2020년 탕산 지진은 2020년 7월 12일 오전 6시 38분 25초(중국 표준시 기준) 중국 허베이성 탕산시 구예구에서 발생한 지진이다. 진원 깊이는 10 km이며 지진의 규모는 표면파 규모 기준 Ms5.1, 최대진도는 수정 메르칼리 진도 계급 기준 VI이며 허베이성과 베이징, 톈진 지역에도 흔들림이 느껴졌다. 오전 7시 2분 25초, 7시 26분 50초에 두 차례 여진이 이어졌으며 진앙은 전부 탕산시 구예구 지역이다. 지진 발생 직후 수색과 대피 작전이 완료되었으며 사상자는 없었다. 지진 발생 지역의 건물이 내진설계 수준이 이전보다 훨씬 높아져서 건물 피해도 대체로 적었다.

## 지질학적 환경
본진의 단층은 구 탕산 단층대 지역으로 탕산 단층과 닝허-창리 단층, 지윈허 단층대가 만나는 지역에서 본진이 발생했다. 1900년부터 현재까지 진앙으로부터 100 km 이내에서 규모 M5.0 이상의 지진은 이번 지진의 여진 포함 총 29회 발생했다. 이 중 규모 M5대의 지진이 23회, 규모 M6대의 지진이 4회, 규모 M7대의 지진이 2회 발생했다. 이 중 가장 큰 규모의 지진은 1976년 7월 28일 중국 허베이성 탕산시 펑난구(이번 지진 진앙으로부터 약 57 km 거리)에서 발생한 규모 M7.8의 탕산 지진이며, 진앙과의 거리가 제일 가까운 지진은 1995년 10월 6일 허베이성 탕산시 롼현에서 발생한 규모 M5.0 지진(진앙으로부터 약 6 km)이다. 중국지진태망중심의 예측부 부국장인 쿤즈추는 이번 본진의 발생 매커니즘과 기존 단층의 특성을 종합할 때 1976년 탕산 지진이 동북 방향으로 파열된 반면 2020년 지진은 서북쪽으로 파열된 작은 분기단층의 활동일 가능성이 높다고 지적했다. 중국지진태망에서는 2020년 지진이 1976년 탕산 지진의 여진이라고 결론내렸다.

## 피해와 대응
지진파가 도달하기 수 초 전에 여러 TV와 핸드폰, 기타 장치에 지진경보체계 알람이 울렸으며 여러 네티즌이 정확한 지진 도달 시각을 보고했다. 탕산은 지진이 자주 발생하는 지역이라 주민의 지진 대비가 잘 되어 있어 지진 발생 지역의 주민들은 지진이 당연한 것으로 여겼으나 그 외 사람들은 자다가 일어나 야외로 대피하는 등 반응이 갈렸다.
지진 발생 직후 중국 철로부는 비상 계획을 가동해 탕산 지역을 통과하는 여객 열차 운행을 일시 중단하고 철도 시설을 점검했다. 탕산 현지 소방대와 지진구조대가 즉각 소집되어 진앙지로 향해 구조를 시작했고 허베이성 소방구조총대는 실제 지진 수준을 2단계 상향(M7.1급) 조정하는 조건에 따라 대형 지진재해 1단계 대응 계획을 발동했다. 철로 점검이 끝난 후에는 여객 열차 운행을 다시 재개했다. 허베이성 지진국은 즉시 비상사태에 대처하기 위한 대응을 발동했고 중국지진국도 곧바로 비상 대응을 시작했다. 허베이성 인민정부는 3급 긴급대응을 시작했다가 나중에 4급으로 올렸으며 중화인민공화국 응급관리부는 지진재해 4급 긴급 대응을 시작했다. 탕산시 소방대는 구예구 쪽 진앙지에 도착해 농촌 지역 쪽 피해조사를 시작했다.
중국이동통신은 오후 7시 12분 기준 중국이동통신 허베이성 탕산지점은 구이지구에서 더 이상 쓰이지 않는 기지국 1곳을 제외하면 모두 정상적인 통신이 이루어지고 있다고 밝혔다. 진앙 인근에서는 일부 주민의 집에서 벽이 부서지고 상점 진열대의 물건이 쏟아지는 등의 피해가 발생했다. 지진으로 오래된 주택 수 채에 금이 갔으나 그 외 큰 재산 피해는 없었다. 수색 및 구조 작전 후 사상자는 없는 것으로 나왔다. 진앙 지역의 내진설계 진도는 최대 VIII급으로 이번 지진의 진도 VI보다 높아 중국지진국은 이번 지진이 건물에 큰 피해를 입힐 가능성이 낮다고 결론내렸다.

## 여진
| 시각     | 규모 | 진앙                                                  | 진원 깊이 |
| -------- | ---- | ----------------------------------------------------- | --------- |
| 06:38:25 | 5.1  | 북위 39° 47′ 동경 118° 26′ / 북위 39.78° 동경 118.44° | 10        |
| 07:02:25 | 2.2  | 북위 39° 46′ 동경 118° 26′ / 북위 39.76° 동경 118.44° | 15        |
| 07:26:50 | 2.0  | 북위 39° 47′ 동경 118° 28′ / 북위 39.78° 동경 118.46° | 12        |

7월 12일까지 규모 M2급 이상 여진이 2회, 규모 M1급 지진이 27회 등 총 29회의 여진이 발생했다.

## 같이 보기
- 2020년 중국 홍수
- 2020년 지진
- 중국의 지진 목록
- 탕산 지진
- 탕산대지진